# جرمی بروکی
جرمی بروکی (انگلیسی: Jeremy Brockie؛ زادهٔ ۷ اکتبر ۱۹۸۷) یک بازیکن فوتبال اهل نیوزیلند است.
وی همچنین در تیم ملی فوتبال نیوزیلند بازی کرده‌است.